# کشتی‌گاه
کشتی‌گاه یک پهنه آبی است که از جریان شکافنده، جزر و مد بهاری یا تورم اقیانوسی به دور است و کشتی‌ها می‌توانند بدون کشش یا ربایش، لنگر بیندازند. کشتی‌گاه می‌تواند باز یا طبیعی (معمولاً پای‌رود) یا ساخته دست انسان باشد. در قوانین دریایی، کشتی‌گاه: "جایگاه عمومی شناخته شده برای کشتی‌ها است که به دفعات از آن استفاده شده و بر پایه نام از یکدیگر جدا می‌شوند". کشتی‌گاه می‌تواند جایی باشد که کشتی‌ها برای انتظار به ورود به بندر (یا ایجاد کاروان) لنگر می‌اندازند. اگر از کشتی‌گاه به اندازه کافی محافظت شده و مناسب باشد می‌توان از آن به عنوان بارانداز کالا یا محل جابجایی نیروهای نظامی با قایق‌های کوچک یا انبار استفاده کرد.

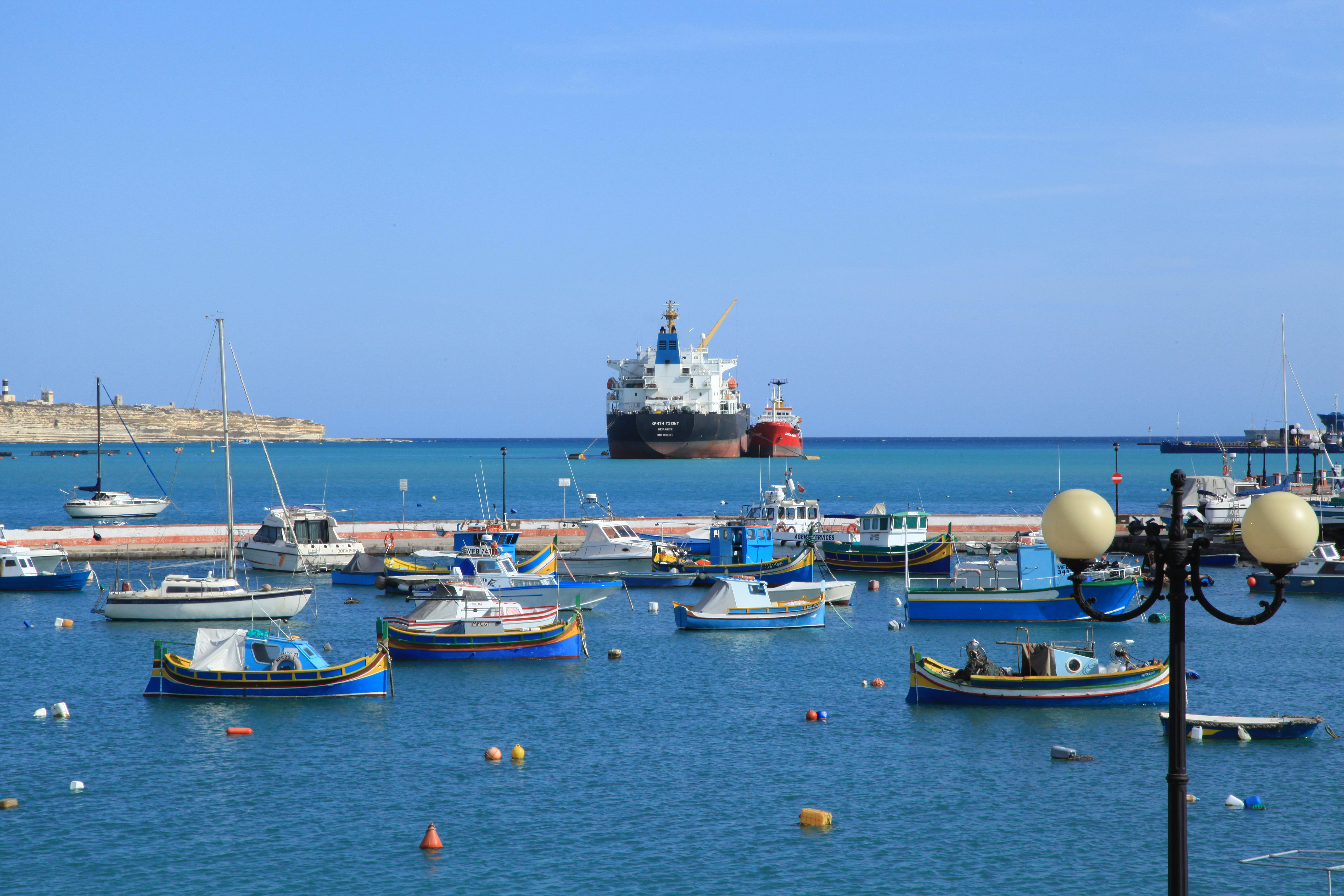
محل سوخت‌رسانی دریایی "سانتا اِلِنا" (یا احتمالاً تخلیه بار) "کریتی جِید" در کشتی‌گاه بیرزبوگا در کشور مالت

در دوران کشتی‌های بادبانی، برخی سفرهای دریایی، تنها با تغییر مسیر باد ممکن بود و کشتی‌ها برای تغییر جهت باد در یک لنگرگاه ایمن، صبر می‌کردند.